# Julien Rouquette
Pour les articles homonymes, voir Rouquette.
Julien Rouquette, né le 20 septembre 1871 à Vimenet et mort le 12 décembre 1927 à Montpellier est un prêtre français, historien des religions et  archiviste.

## Biographie
Julien Rouquette est né dans une famille modeste de l'Aveyron. Son père était cordonnier. Julien a passé ses jeunes années en Afrique chez les pères Blancs, mais pour des raisons de santé, il est revenu en France. Ordonné prêtre en 1899, il a été nommé vicaire à Ganges en 1902 où il écrit Une histoire de Ganges. Il écrit ensuite trois livres sur les guerres de religion, Les Saint-Barthélémy protestantes (1906), Les victimes de Calvin (1906), Études sur la révocation de l'édit de Nantes en Languedoc en 3 vol (1908). Il occupe ensuite le poste de vicaire à Saint-Mathieu-de-Tréviers puis à Sussargues. En 1913, il devient vicaire de Vic-la-Gardiole. Il a alors publié plusieurs cartulaires, ceux des églises de Maguelone, de Béziers, de Lodève et d'Agde. Il a occupé le poste d'archiviste de l'évêché de Montpellier. Il a dirigé la « Revue historique du diocèse de Montpellier ».

## Publications

### Ouvrages
- Julien Rouquette, Le Rouergue sous les Anglais : première époque, 1356-1370 : la domination anglaise, vol. 1, Millau, Impr. d'Artières et J. Maury, 1887 (réimpr. 1981), 532-VIII p. (OCLC 690568548, SUDOC 128818158)l'auteur de cet ouvrage n'est pas Julien Rouquette mais  l'abbé Joseph Rouquette (Combret 1818-Millau 1892).
- Julien Rouquette, Les écoles publiques de Millau sous l'Ancien Régime, Millau, Impr. d'Artières et J. Maury, 1888, 54 p. (OCLC 690599488, SUDOC 141180331) L'auteur de cet ouvrage comme le précédent est l'abbé Joseph Rouquette et non l'abbé julien Rouquette.
- Julien Rouquette, Les sociétés secrètes chez les musulmans, Paris, Briguet éditeur, 1899, 619 p. (SUDOC 065864573, lire en ligne)
- Julien Rouquette, Histoire de la ville de Ganges, Montpellier, Imprimerie de la Charité, 1904 (réimpr. 1995), 300 p. (BNF 34116949, SUDOC 23228508X)
- Julien Rouquette, Une année de la guerre des Camisards : juillet 1702-septembre 1703, vol. 1, Le Vigan, 1905 (réimpr. 2008), 161 p. (BNF 41457451)
- Julien Rouquette, Les Victimes de Calvin : L'inquisition protestante, Paris, Bloud, coll. « Science et religion » (no 391), 1906 (réimpr. 2005), 64 p. (BNF 31255929, SUDOC 097621552, lire en ligne)
- Julien Rouquette, Les Saint-Barthélémy calvinistes : L'inquisition protestante, Paris, Bloud, coll. « Science et religion » (no 392), 1906, 63 p. (BNF 31255930, lire en ligne)
- Julien Rouquette, Études sur la révocation de l'édit de Nantes en Languedoc. : L'abbé du Chayla et le clergé des Cévennes, t. I, Paris, Arthur Savaète, 1908, 155 p. (OCLC 981167358, BNF 31255925, lire en ligne)
- Julien Rouquette, Études sur la révocation de l'édit de Nantes en Languedoc. : Les poètes cévenols., t. II, Paris, Arthur Savaète, 1908, 111 p. (ISBN 9782011292216, OCLC 742864488, BNF 31255925, lire en ligne)
- Julien Rouquette, Études sur la révocation de l'édit de Nantes en Languedoc. : Les fugitifs (1685-1715)., t. III, Paris, Arthur Savaète, 1908, 270 p. (OCLC 78823960, BNF 31255925, lire en ligne)
- Bernard Gui (trad. Julien Rouquette), Vie de Saint-Fulcran., Montpellier, 1911, 124 p. (OCLC 459645942, BNF 32205043, SUDOC 138922241)
- Julien Rouquette, Marie de Montpellier, reine d'Aragon, 1181 -1213., Montpellier, Louis Vallat, 1914, 80 p. (OCLC 458761964, BNF 31255931)
- Julien Rouquette, Les Premiers Guillems, Montpellier, Louis Vallat, 1916, 433-476 p. (OCLC 742993911)
- (la) Julien Rouquette et Augustin Villemagne (préf. Frédéric Fabrège, appareil critique en français), Bullaire de l'église de Maguelone : tome I (1030-1216), Montpellier, Louis Vallat, 1911-1914, 456 p. (BNF 31255921, lire en ligne)
- (la) Julien Rouquette et Augustin Villemagne (préf. Frédéric Fabrège, appareil critique en français), Bullaire de l'église de Maguelone : tome II (1216-1303), Montpellier, Louis Vallat, 1911-1914, 665 p. (BNF 31255921, lire en ligne)
- (la) Julien Rouquette et Augustin Villemagne, Cartulaire de Maguelone : tome I (819-1203), t. I, Montpellier, Louis Vallat, 1912-1913 (OCLC 492985287, BNF 34121877)
- (la) Julien Rouquette et Augustin Villemagne, Cartulaire de Maguelone : tome I (819-1103), t. I : fascicule 1, Montpellier, Louis Vallat, 1912 (BNF 34121877, SUDOC 118394673), pp. 1-64
- (la) Julien Rouquette et Augustin Villemagne, Cartulaire de Maguelone : tome I (1104-1129), t. I : fascicule 2, Montpellier, Louis Vallat, 1912 (OCLC 494462414, BNF 34121877), pp. 65-106
- (la) Julien Rouquette et Augustin Villemagne, Cartulaire de Maguelone : Épiscopat de Raimond (1129-1160), t. I : fascicule 3, Montpellier, Louis Vallat, 1912 (OCLC 494462512, BNF 34121877, SUDOC 118394835), pp. 107-208
- (la) Julien Rouquette et Augustin Villemagne, Cartulaire de Maguelone : Épiscopat de Jean de Montlaur I (1160-1190), t. I : fascicule 4, Montpellier, Louis Vallat, 1912 (OCLC 494462616, BNF 34121877, SUDOC 118394940), pp. 209-368
- (la) Julien Rouquette et Augustin Villemagne, Cartulaire de Maguelone : Épiscopat de Guillaume Raimond (1190-1197). Épiscopat de Guillaume de Fleix (1197-1203)., t. I : fascicule 5, Montpellier, Louis Vallat, 1913 (OCLC 494462716, BNF 34121877), pp. 369-522
- (la) Julien Rouquette et Augustin Villemagne, Cartulaire de Maguelone : Épiscopat de Guillaume d'Autignac (1204-1216)., t. II : fascicule 6, Montpellier, Louis Vallat, 1913, 160 p. (OCLC 494462812, BNF 34121877, SUDOC 118395114)
- (la) Julien Rouquette et Augustin Villemagne, Cartulaire de Maguelone : Épiscopat de Bernard de Mèze (1216-1230)., t. II : fascicule 7, Montpellier, Louis Vallat, 1913 (BNF 34121877, lire en ligne)
- (la) Julien Rouquette et Augustin Villemagne, Cartulaire de Maguelone : Épiscopats de Jean de Montlaur II (1231-1247) et de Rainier (1247-1249)., t. II : fascicule 8, Montpellier, Louis Vallat, 1913 (OCLC 494462930, BNF 34121877, lire en ligne), pp. 469-500
- (la) Augustin Villemagne, Cartulaire de Maguelone : Épiscopat de Pierre de Conques (1249-1256), t. II : fascicule 9, Paris, Montpellier, Picard fils, Louis Vallat, 1914 (OCLC 494462930, BNF 34121877), pp. 469-500
- (la) Augustin Villemagne, Cartulaire de Maguelone : Épiscopat de Guillaume Christol (1256-1262), t. II : fascicule 10, Paris, Montpellier, Picard fils, Louis Vallat, 1914 (34121877j)
- (la) Julien Rouquette, Cartulaire de Maguelone : Épiscopat de Bérenger-Frédol (février 1263-août 1296)., t. III : fascicule 11, Vic-la-Gardiole, chez l'auteur, 1920-1921 (BNF 34121877)
- (la) Julien Rouquette, Cartulaire de Maguelone : Épiscopat de Gaucelin de la Garde (août 1296-décembre 1305)., t. III : fascicules 12-14, Vic-la-Gardiole, chez l'auteur, 1922 (BNF 34121877)
- (la) Julien Rouquette, Cartulaire de Maguelone : De Pierre de Mirepoix à André Frédol (septembre 1306-avril 1328)., t. IV : fascicules 15-19, Montpellier, chez l'auteur, 1923-1924 (BNF 34121877)
- (la) Julien Rouquette, Cartulaire de Maguelone : Épiscopats de Jean de Vissec et de Pictavin de Montesquiou (14 mars 1328-15 mars 1339)., t. V : fascicules 20-23, Montpellier, chez l'auteur, 1923-1924 (OCLC 494464662, BNF 34121877), pp. 513-720
- (la) Julien Rouquette, Cartulaire de Maguelone : Suite. 1353-1379., t. V : fascicule 1, Montpellier, Paris, chez l'auteur, Champion, 1923-1924, 168 p. (OCLC 493844027, BNF 34121877)
- (la) Julien Rouquette, Cartulaire de Maguelone : Épiscopat de Pierre Adhémar : 1405-1418., t. V : fascicule 3, Montpellier, Paris, chez l'auteur, Champion, 1925, 182 p. (OCLC 493844852, BNF 34121877)
- (la) Julien Rouquette, Cartulaire de Maguelone : Épiscopat de Guillaume Forestier : 1423-1429., t. V : fascicule 5, Montpellier, Paris, chez l'auteur, Champion, 1922, 133 p. (OCLC 493845057, BNF 34121877, SUDOC 11430355X)
- (la) Julien Rouquette, Cartulaire de Maguelone : Tables générales tome VII, Montpellier, l'auteur, 1923 (BNF 34121877)
- Julien Rouquette, Histoire du diocèse de Maguelone, Vic-la-Gardiole, chez l'auteur, 1921-1923, XXXI-576 p. (OCLC 458761952, SUDOC 125788185)
- Julien Rouquette, La Réforme à Maguelone au XIIIe siècle, Montpellier, Louis Vallat, 1915, 111 p. (OCLC 458761967, BNF 34054832)
- (la) Julien Rouquette, Cartulaire de Béziers : Livre Noir, Paris, Picard, 1918-1922, VIII-272 p. (OCLC 83517599, BNF 31255922, lire en ligne)
- Julien Rouquette, Annales de l'église de Lodève : T. 1. Ier siècle à l'année 1201, t. I, Montpellier, Louis Valat, 1913, 135 p. (OCLC 459978641, BNF 32588423, SUDOC 085286397)
- (la) Julien Rouquette et abbé Guichard (toponymie établie par l'abbé Guichard), Cartulaire de l'église de Lodève : Livre Vert, Montpellier, chez l'auteur, 1923, VII + 135 (OCLC 1073312701, BNF 32205355, lire en ligne)
- (la) Julien Rouquette, Cartulaire de l'église d'Agde : Cartulaire du chapitre, t. T. 1 - fasc. 1., Montpellier, chez l'auteur, 1923, 164 p. (BNF 34104773, SUDOC 084921153, lire en ligne)

### Directeur de Publication
- Julien Rouquette, Revue historique du Diocèse de Montpellier, vol. 12 numéros, 1re année, n° 1 (1909, 15 mai)-6e année, n° 12 (1915, 15 avr.), Montpellier, Louis Valat, 1909-1915 (ISSN 1245-9135, OCLC 472695927, BNF 32859994)

### Articles
- Julien Rouquette, « Raynier, évêque de Maguelone, a-t-il été empoisonné par le chapitre (1249) ? », Revue d'histoire de l'Église de France, no 7,‎ 1911, p. 1-10 (lire en ligne, consulté le 16 décembre 2018)
- Frédéric Fabrège et Julien Rouquette (compte-rendu), « Histoire de Maguelone », Revue d'histoire de l'Église de France, no 19,‎ 1913, p. 97 (lire en ligne, consulté le 16 décembre 2018)
- Julien Rouquette, « Saint Louis et le comté de Melgueil », Revue d'histoire de l'Église de France, no 26,‎ 1914, p. 182-199 (lire en ligne, consulté le 16 décembre 2018)
- Louise Guiraud et Julien Rouquette (compte-rendu), « La Réforme à Montpellier », Revue d'histoire de l'Église de France, no 31,‎ 1920, p. 177-184 (lire en ligne, consulté le 16 décembre 2018)
- J. Despetis et Julien Rouquette (compte-rendu), « Nouvelle chronologie des évêques d'Agde, d'après les cartulaires de cette Église », Revue d'histoire de l'Église de France, no 36,‎ 1921, p. 284-286 (lire en ligne, consulté le 16 décembre 2018)